# Konstantin Petrovič Feoktistov
Konstantin Petrovič Feoktistov (in russo Константин Петрович Феоктистов) (Voronež, 7 febbraio 1926 – Mosca, 21 novembre 2009) è stato un eminente ingegnere aerospaziale sovietico, noto anche per essere stato il primo scienziato a divenire cosmonauta.
Nato nell'allora RSSF Russa, a lui è dedicato il cratere Feoktistov sulla faccia nascosta della Luna.

## Biografia
Dopo aver terminato la scuola dell'obbligo, frequentò un istituto di formazione di secondo grado. Fu il servizio militare durante la Seconda guerra mondiale ad interrompere tale formazione e solo al termine del conflitto bellico poté proseguire i suoi studi. Nel 1949 terminò lo studio presso la scuola superiore di tecnica di Mosca. Negli anni successivi, Feoktistov collaborò con vari istituti di ricerca per diventare, nel 1955, candidato (un titolo accademico sovietico) in scienze tecniche.

### Attività di cosmonauta
A partire dal 1964 iniziò il suo addestramento per il volo nello spazio. Durante questo periodo completò gli studi laureandosi dottore delle scienze tecniche. Fu il primo scienziato-cosmonauta a volare nello spazio con la Voschod 1. La missione venne lanciata il 12 ottobre 1964 e atterrò il giorno successivo. Feoktistov rimase nello spazio per 24 ore e 17 minuti.